# Schach-Europameisterschaft

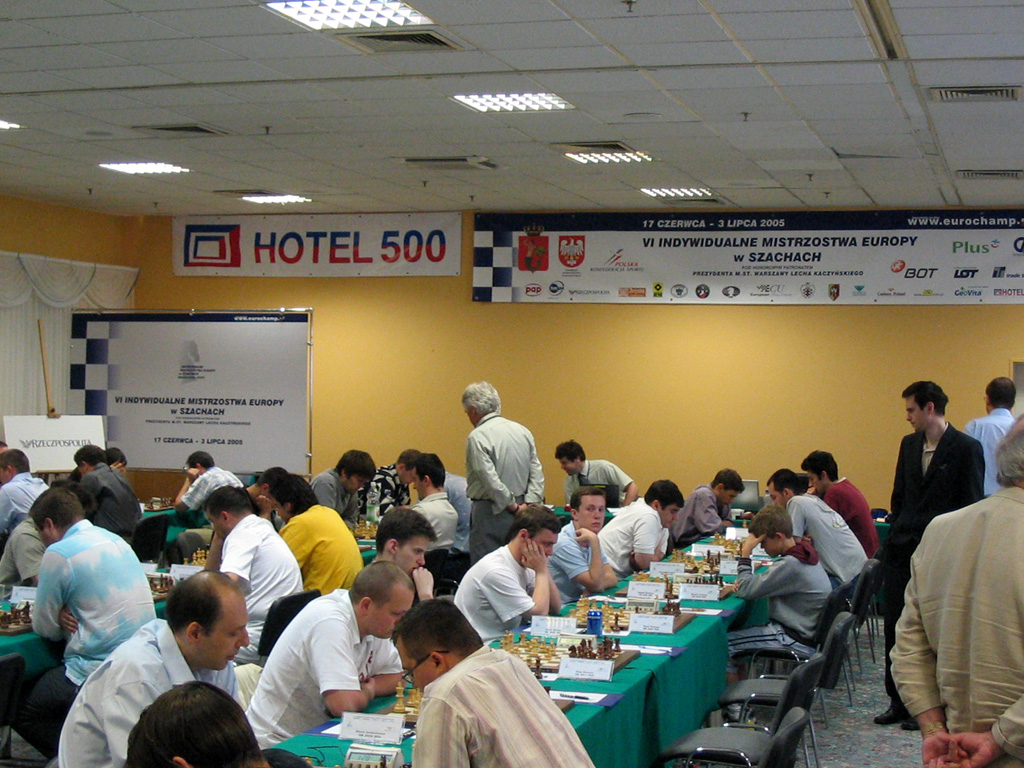
Turniersaal der Europameisterschaft 2005 in Warschau

Die Europameisterschaften im Schach werden seit dem Jahr 2000 von der European Chess Union durchgeführt. Sie werden als Turniere nach Schweizer System ausgetragen, einzige Ausnahme war die 1. Europameisterschaft der Frauen, die mit 32 Teilnehmerinnen im K.-o.-System ausgetragen wurde. Neben dem Titel des Europameisters werden auch Qualifikationsplätze für die Weltpokale der FIDE ausgespielt.

## Offene Meisterschaft
| Jahr | Spielort                                                                    | Europameister                                                               | Quelle                                                                      |
| ---- | --------------------------------------------------------------------------- | --------------------------------------------------------------------------- | --------------------------------------------------------------------------- |
| 2000 | Saint-Vincent                                                               | Pawel Tregubow                                                              |                                                                             |
| 2001 | Ohrid                                                                       | Emil Sutovsky                                                               |                                                                             |
| 2002 | Batumi                                                                      | Bartłomiej Macieja                                                          |                                                                             |
| 2003 | Silivri                                                                     | Surab Asmaiparaschwili                                                      |                                                                             |
| 2004 | Antalya                                                                     | Wassyl Iwantschuk                                                           |                                                                             |
| 2005 | Warschau                                                                    | Liviu-Dieter Nisipeanu                                                      |                                                                             |
| 2006 | Kuşadası                                                                    | Zdenko Kožul                                                                |                                                                             |
| 2007 | Dresden                                                                     | Vladislav Tkachiev                                                          |                                                                             |
| 2008 | Plowdiw                                                                     | Sergey Tiviakov                                                             |                                                                             |
| 2009 | Budva                                                                       | Jewgeni Tomaschewski                                                        |                                                                             |
| 2010 | Rijeka                                                                      | Jan Nepomnjaschtschi                                                        | [ 2 ]                                                                       |
| 2011 | Aix-les-Bains                                                               | Wladimir Potkin                                                             | [ 3 ]                                                                       |
| 2012 | Plowdiw                                                                     | Dmitri Jakowenko                                                            | [ 4 ]                                                                       |
| 2013 | Legnica                                                                     | Oleksandr Mojissejenko                                                      | [ 5 ]                                                                       |
| 2014 | Jerewan                                                                     | Alexander Motyljow                                                          | [ 6 ]                                                                       |
| 2015 | Jerusalem                                                                   | Jewgeni Najer                                                               | [ 7 ]                                                                       |
| 2016 | Gjakova                                                                     | Ernesto Inarkiew                                                            | [ 8 ]                                                                       |
| 2017 | Minsk                                                                       | Maxim Matlakow                                                              | [ 9 ]                                                                       |
| 2018 | Batumi                                                                      | Ivan Šarić                                                                  | [ 10 ]                                                                      |
| 2019 | Skopje                                                                      | Wladislaw Artemjew                                                          | [ 11 ]                                                                      |
| 2020 | aufgrund der COVID-19-Pandemie wurde die EM in Slowenien auf 2022 geschoben | aufgrund der COVID-19-Pandemie wurde die EM in Slowenien auf 2022 geschoben | aufgrund der COVID-19-Pandemie wurde die EM in Slowenien auf 2022 geschoben |
| 2021 | Reykjavík                                                                   | Anton Demtschenko                                                           | [ 12 ]                                                                      |
| 2022 | Brežice                                                                     | Matthias Blübaum                                                            | [ 13 ]                                                                      |
| 2023 | Vrnjačka Banja                                                              | Alexei Sarana                                                               | [ 14 ]                                                                      |
| 2024 | Petrovac                                                                    | Aleksandar Inđić                                                            | [ 15 ]                                                                      |
| 2025 | Eforie Nord                                                                 | Matthias Blübaum                                                            | [ 16 ]                                                                      |

## Meisterschaft der Frauen
| Jahr | Spielort         | Europameisterin            |
| ---- | ---------------- | -------------------------- |
| 2000 | Batumi           | Natalja Schukowa           |
| 2001 | Warschau         | Almira Skripchenko-Lautier |
| 2002 | Warna            | Antoaneta Stefanowa        |
| 2003 | Silivri          | Pia Cramling               |
| 2004 | Dresden          | Alexandra Kostenjuk        |
| 2005 | Chișinău         | Jekaterina Lagno           |
| 2006 | Kuşadası         | Ekaterina Atalık           |
| 2007 | Dresden          | Tatjana Kossinzewa         |
| 2008 | Plowdiw          | Jekaterina Lagno           |
| 2009 | Sankt Petersburg | Tatjana Kossinzewa         |
| 2010 | Rijeka           | Pia Cramling               |
| 2011 | Tiflis           | Viktorija Čmilytė          |
| 2012 | Gaziantep        | Walentina Gunina           |
| 2013 | Belgrad          | Hoàng Thanh Trang          |
| 2014 | Plowdiw          | Walentina Gunina           |
| 2015 | Tschakwi         | Natalja Schukowa           |
| 2016 | Mamaia           | Anna Uschenina             |
| 2017 | Riga             | Nana Dsagnidse             |
| 2018 | Vysoké Tatry     | Walentina Gunina           |
| 2019 | Antalya          | Alina Kaschlinskaja        |
| 2021 | Iași             | Elina Danieljan            |
| 2022 | Prag             | Monika Soćko               |
| 2023 | Petrovac na moru | Meri Arabidse              |
| 2024 | Rhodos           | Ülviyyə Fətəliyeva         |
| 2025 | Rhodos           | Teodora Injac              |